# Mnais andersoni
Mnais andersoni là loài chuồn chuồn trong họ Calopterygidae. Loài này được McLachlan in Selys mô tả khoa học đầu tiên năm 1873.